# هيغاشيهيروشيما (هيروشيما)
هيغاشيهيروشيما هي مدينة تقع في محافظة هيروشيما، اليابان. تبلغ مساحة هذه المدينة 635.32 (كم²)، ويبلغ عدد سكانها 183,834 نسمة حسب إحصاء سنة 2011 م.

## المناخ
يظهر الجدول التالي التغييرات المناخية على مدار السنة لهيغاشيهيروشيما:
| البيانات المناخية لـهيغاشيهيروشيما | البيانات المناخية لـهيغاشيهيروشيما | البيانات المناخية لـهيغاشيهيروشيما | البيانات المناخية لـهيغاشيهيروشيما | البيانات المناخية لـهيغاشيهيروشيما | البيانات المناخية لـهيغاشيهيروشيما | البيانات المناخية لـهيغاشيهيروشيما | البيانات المناخية لـهيغاشيهيروشيما | البيانات المناخية لـهيغاشيهيروشيما | البيانات المناخية لـهيغاشيهيروشيما | البيانات المناخية لـهيغاشيهيروشيما | البيانات المناخية لـهيغاشيهيروشيما | البيانات المناخية لـهيغاشيهيروشيما | البيانات المناخية لـهيغاشيهيروشيما |
| الشهر                              | يناير                              | فبراير                             | مارس                               | أبريل                              | مايو                               | يونيو                              | يوليو                              | أغسطس                              | سبتمبر                             | أكتوبر                             | نوفمبر                             | ديسمبر                             | المعدل السنوي                      |
| ---------------------------------- | ---------------------------------- | ---------------------------------- | ---------------------------------- | ---------------------------------- | ---------------------------------- | ---------------------------------- | ---------------------------------- | ---------------------------------- | ---------------------------------- | ---------------------------------- | ---------------------------------- | ---------------------------------- | ---------------------------------- |
| الدرجة القصوى قرينة الرطوبة        | 28.4                               | 31.2                               | 40.1                               | 41.8                               | 42.9                               | 44.9                               | 43.1                               | 40.4                               | 38.8                               | 35.4                               | 31.2                               | 30.2                               | 44.9                               |
| متوسط درجة الحرارة الكبرى °م (°ف)  | 29.9 (85.8)                        | 32.5 (90.5)                        | 37.4 (99.3)                        | 40.4 (104.7)                       | 41.1 (106.0)                       | 39.4 (102.9)                       | 35.2 (95.4)                        | 32.2 (90.0)                        | 31.4 (88.5)                        | 30.1 (86.2)                        | 29.6 (85.3)                        | 30.4 (86.7)                        | 34.1 (93.4)                        |
| متوسط درجة الحرارة الصغرى °م (°ف)  | 18.4 (65.1)                        | 19.5 (67.1)                        | 22.4 (72.3)                        | 25.4 (77.7)                        | 26.1 (79.0)                        | 24.4 (75.9)                        | 20.4 (68.7)                        | 19.5 (67.1)                        | 19.4 (66.9)                        | 18.4 (65.1)                        | 19.2 (66.6)                        | 19.9 (67.8)                        | 21.1 (69.9)                        |
| معدل هطول الأمطار مم (إنش)         | 0 (0)                              | 0 (0)                              | 3 (0.1)                            | 17 (0.7)                           | 29 (1.1)                           | 134 (5.3)                          | 119 (4.7)                          | 102 (4.0)                          | 57 (2.2)                           | 12 (0.5)                           | 1 (0.0)                            | 0 (0)                              | 474 (18.6)                         |
| متوسط الأيام الممطرة               | 0.0                                | 0.0                                | 0.2                                | 0.7                                | 1.6                                | 6.7                                | 7.9                                | 11.2                               | 6.4                                | 1.1                                | 0.1                                | 0.0                                | 35.9                               |
| متوسط الرطوبة النسبية (%)          | 32                                 | 34                                 | 40                                 | 48                                 | 57                                 | 64                                 | 72                                 | 81                                 | 75                                 | 64                                 | 58                                 | 44                                 | 56                                 |
| المصدر: Tela UBF                   |                                    |                                    |                                    |                                    |                                    |                                    |                                    |                                    |                                    |                                    |                                    |                                    |                                    |

## توأمة
لهيغاشيهيروشيما (هيروشيما) اتفاقيات توأمة مع:
- ديانغ

## أعلام
- ياسويوكي ياموتشي
- تاكاو إيشيكاوا
- ريويتشي هيروشيغه
- أكيرا يباياشي